# Stående vävstol

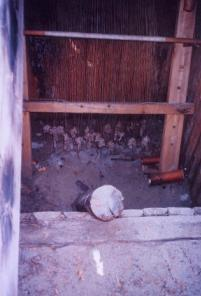
Stående vävstol från Gene med varptyngder, sedd bakifrån.

Stående vävstol, en vävstol med lodrät spänd varp, var en av de första slags vävstolar som användes för att åstadkomma tyg. De finns dokumenterade sen långt före vår tideräkning, och användes fram till 1700-talet i Skandinavien då golvvävstolen (i vissa fall kallad trampvävstol) nådde oss i större omfattning. Det finns flera olika typer av stående vävstolar, bland annat varptyngd väv och vissa typer av rundvävar.

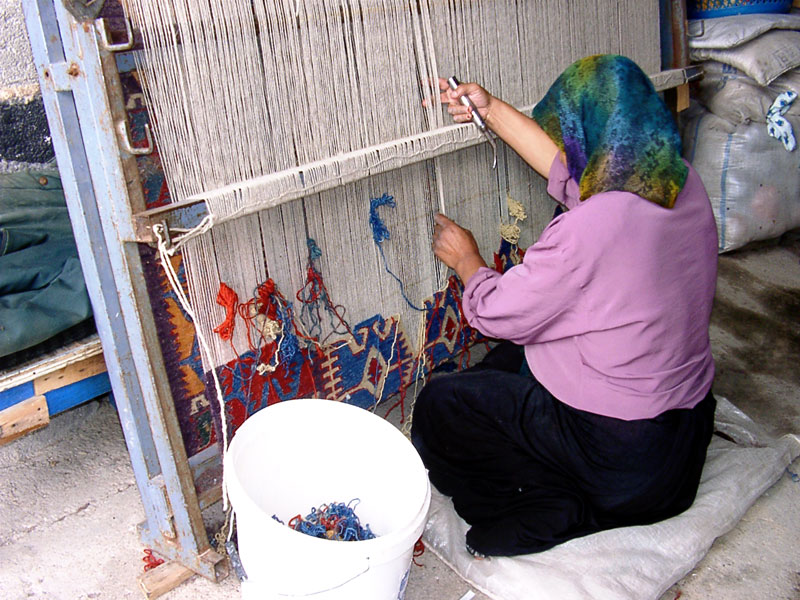
Stående vävstol med rundväv från Turkiet.